# Казе Нуове (Фиренца)
Казе Нуове је насеље у Италији у округу Фиренца, региону Тоскана.
Према процени из 2011. у насељу је живело 517 становника. Насеље се налази на надморској висини од 61 м.